# Der Raub der Sabinerinnen (1961)
Der Raub der Sabinerinnen (Originaltitel: Il ratto delle sabine) ist ein italienisch-französisch-jugoslawischer Abenteuerfilm aus dem Jahr 1961, der die Legende vom Raub der Sabinerinnen durch die Römer behandelt. Regie führte Richard Pottier, die Hauptrollen spielen Roger Moore und Mylène Demongeot.

## Handlung
Nach der Gründung Roms und der Ermordung seines Bruders Remus, führt Romulus die junge Siedlung an, deren rund eintausend Einwohner ausschließlich Männer sind. Die Römer sind nicht mehr als eine Bande von Räubern, die andere Stämme und Siedlungen in der Region überfallen und ausrauben, um ihren Lebensunterhalt zu bestreiten. Titus Tazius, der König der von den Römern geplagten Sabiner, sieht jedoch keinen Grund für eine zu große Beunruhigung, da die Römer keine Frauen haben und damit auch keine Nachkommen haben werden. Sofern man die Römer in ihre Grenzen zurückdränge, werde sich das Problem letztlich von allein erledigen, ohne dass die Sabiner in einen großen, verlustreichen Krieg ziehen müssen.
In Rom breitet sich unterdessen zunehmend Unruhe unter den Römern aus, da sie sich nach Frauen sehnen. Beim Überfall auf ein Handelsschiff entdecken Romulus Männer unter den feindlichen Kämpfern eine schöne Frau, was sie in helle Aufregung versetzt. Zunächst entkommt die Unbekannte den Römern, fällt dann jedoch Romulus in die Hände. Der Römer fühlt sich sogleich zu der schönen Frau, einer Phönizierin namens Dusia hingezogen, die seine Gefühle erwidert. Da Romulus es wegen seiner Männer aber nicht riskieren kann, sie mit nach Rom mitzunehmen, lässt er Dusia frei, die einwilligt auf ihn zu warten, bis die Zeit reif ist in Rom seine Königin zu werden.
Dusias Anblick schürt die Unzufriedenheit der Römer weiter und die ersten Männer erklären ihren Wunsch die Siedlung zu verlassen, da sie ohne Frauen nicht leben können. Romulus ist bereit auf die Wünsche seiner Leute einzugehen und entsendet Boten zu den Sabinern, um sie zu bitten, ihre Töchter mit ihnen zu vermählen, doch der sabinische König lehnt ab. Auf dem Rückweg entdecken die Boten am Fluss junge sabinische Frauen, die ihnen sogleich gefallen. Als eines der Mädchen, Lavinia, in den Fluss stürzt, springt ihr der Römer Linus hinterher und rettet sie, woraufhin die beiden sich ineinander verlieben. Romulus führt unterdessen eine sexuelle Beziehung mit Dusia, die sich abseits des Sex von Romulus jedoch vernachlässigt fühlt. Als Romulus von seinen Boten erfährt, dass die Sabiner seine Bitte abgelehnt haben, entscheidet er sich auf andere Weise die Sabinerinnen in seine Gewalt zu bringen.
Bei einem großen Fest der Sabiner stößt Romulus mit einigen Römern hinzu, wobei sie vorgeben als Freunde zu kommen. Der sabinische König fasst langsam Vertrauen, wobei Romulus sich für dessen Tochter Rea, eine Vestalin, zu interessieren beginnt. Um ihre Verbundenheit mit den Sabinern zu betonen, verteilen die Römer Wein und machen die sabinischen Männer betrunken. Daraufhin trennt Romulus durch einen Trick die sabinischen Männer und Frauen voneinander, woraufhin die Masse seiner im Hinterhalt liegenden Männer das Fest überfällt und die Frauen entführt und nach Rom verschleppt. Romulus raubt die Königstochter Rea.
In Rom werden die Frauen zunächst in eine Festung gesperrt, auch damit sie nicht den nach ihnen durstenden Männern schutzlos ausgeliefert sind. Romulus beschließt die Frauen durch das Los seinen Männern zuzuteilen, woraufhin Livius empört sich weigert, dass ein anderer als er seine Geliebte Lavinia erhält. Lavinia und die anderen Sabinerinnen wenden sich an Romulus und wollen mit ihm verhandeln. Da es ihnen gelungen ist ihre Wachen zu überwältigen und sie im Verlies Waffen gefunden haben, können sie sich verbarrikadieren, wodurch Romulus sich gezwungen sieht mit den Frauen zu verhandeln – ohne ihnen den Wunsch gewähren zu können, sie freizulassen. Die Frauen verlangen, nicht wie willenlose Objekte behandelt zu werden und lehnen es ab durch das Los an die Römer verteilt zu werden, stattdessen wollen sie sich ihre Ehemänner selbst auswählen können. Ebenso sollen alle Frauen, die bereits mit Sabinern verheiratet sind, freigelassen werden. Romulus geht auf die Bedingungen ein, woraufhin die Sabinerinnen sich unter den Römern nun selbst ihre Ehemänner wählen. Tatsächlich aber zwingt Romulus auch einige Frauen, die sich weigern zu wählen, und macht sie damit zu Ehesklavinnen.
All dies beobachtet Dusia, die von Eifersucht getrieben, Rea zur Flucht drängt, damit Romulus allein ihr gehört. Tatsächlich ist sie auch bereit Rea zu ermorden, sollte sie sich weigern. Rea flieht aus Rom, doch Romulus verstößt auch Dusia, die ihm Rache schwört. Romulus, von Rea verlassen und einsam, geht in den Tempel, wo er einschläft und ihm im Traum die Götter Mars und Venus erscheinen.
Die Sabiner rüsten sich zum Krieg gegen die Römer, Rea kehrt zu ihrem Vater zurück und warnt die Sabiner in den Krieg zu ziehen, auch würden sie keine zwanzig Sabinerinnen finden, die freiwillig zurückgehen. Die Sabiner ziehen in den Krieg, um ihre Frauen zu befreien, als Dusia eintrifft und dem sabinischen Heer erklärt, wie sie Rom über einen geheimen Weg einnehmen können. Währenddessen wird in Rom das erste Kind geboren, es ist der Sohn von Lavinia und Lvius. Die Sabiner dringen in die Stadt ein und greifen die Römer an, wobei die sabinischen Frauen sich schützend vor ihre römischen Männer werfen. Während des Kampfes wird Dusia durch einen irrtümlichen Pfeilschuss tödlich verwundet. Beim Anblick des neugeborenen Kindes, das von einer Sabinerin geboren wurde, hält der sabinische König ein, da er nicht Krieg gegen sein eigen Volkesblut führen möchte. Die Schlacht endet. Romulus beschließt sein Königtum anzugeben, um sich fortan mit Rea der Liebe hinzugeben.

## Hintergrund
Hauptdarsteller Roger Moore verliebte sich während der Dreharbeiten in die italienische Schauspielerin Luisa Mattioli, die er 1969 heiratete und mit der er drei Kinder hatte.
Bei den in Jugoslawien entstandenen Außenaufnahmen war Enrico Bomba als Ko-Regisseur beteiligt.

## Kritik
„Bunt-spektakuläre Abenteuerunterhaltung, deren Helden in ihren menschlichen Zügen vergleichsweise differenziert dargestellt werden.“

## Trivia
Ein Film desselben Namens findet Erwähnung in der Folge Sylvesterpunsch der westdeutschen Fernsehserie Ein Herz und eine Seele aus dem Jahr 1973.